# Erik Schmitt
Erik Schmitt (* 1980 in Mainz) ist ein deutscher Filmregisseur und Drehbuchautor aus Berlin.
Erik Schmitt wuchs in Worms auf und studierte Kommunikationswissenschaft an der Ludwig-Maximilians-Universität München. 2002 kam er nach Berlin, wo er für eine Werbeagentur tätig wurde. 2008 begleitete er Louis Palmer bei seiner Weltumrundung mit dem Solartaxi ab Indien und veröffentlichte 2010 einen Dokumentarfilm dazu. Ab dieser Zeit wurde Erik Schmitt mit einer Reihe fantasievoller Kurzfilme bekannt, vor allem für Nashorn im Galopp wurde er mit zahlreichen internationalen Preisen ausgezeichnet. Mit Cleo erschien 2019 sein Langfilm-Debüt.

## Filmografie (Auswahl)
- 2010: Solartaxi: Around the World with the Sun (Dokumentarfilm)
- 2010: Nun sehen Sie Folgendes (Kurzfilm)
- 2013: Nashorn im Galopp (Kurzfilm)
- 2014: Forever (Kurzfilm)
- 2014: Telekommando (Kurzfilm)
- 2016: Berlin Metanoia (Kurzfilm)
- 2016: Santa Maria (Kurzfilm)
- 2019: Cleo
- 2021: Die Liste (Kurzfilm)